# Straat van Tiran
De Straat van Tiran (Arabisch: مضيق تيران, Maḍīq Tīrān) is de smalle zeedoorgang tussen de Sinaï en het Arabische schiereiland, die de Golf van Akaba met de Rode Zee verbindt. Er liggen twee eilanden in de waterweg: Tiran, waar de zeestraat naar vernoemd is, en het eiland Sanafir, dat oostelijker is gelegen.
Er zijn drie doorgangen van en naar de Golf van Akaba. De eerste, waar de Egyptische stad Sharm-el-Sheikh over uitkijkt, ligt aan de westkant, tussen de Sinaï-kust en het eiland Tiran, dichter bij de Sinaï-kust, en is 290 meter diep. Deze doorgang is het meest geschikt voor scheepvaart en wordt de "Enterprise Passage" genoemd. De tweede bevindt zich eveneens tussen de Sinaï-kust en het eiland Tiran, maar aan de kant van het eiland, en wordt de "Grafton Passage" genoemd, waarvan de diepte 73 meter is. De twee passages, die tezamen 6 km breed zijn, worden van elkaar gescheiden door een reeks koraalformaties verdeeld over vier groepen koraalriffen: Gordon, Thomas, Woodhouse en Jackson, van west naar oost. Ze zijn de enige route voor scheepvaart van grote schepen op weg naar de Jordaanse haven van Akaba en de Israëlische haven van Eilat. Een derde corridor bevindt zich tussen het eiland Tiran en de kust van Saoedi-Arabië, maar is met een diepte van slechts 16 meter ongeschikt voor scheepvaart.
Vanwege de strategische ligging van de straat is de controle erover een belangrijke factor geweest bij conflicten in de regio, zoals de Suezcrisis in 1956 en de Zesdaagse Oorlog in 1967. De Multinational Force and Observers houden toezicht op de naleving door Egypte van de vrijheid van scheepvaart in de zeestraat, zoals bepaald in het vredesverdrag van 1979 tussen Egypte en Israël.
Het idee om in de zeestraat een landbrug te bouwen tussen Egypte en Saoedi-Arabië werd reeds eerder te berde gebracht, maar in 2016 werd aangekondigd dat de twee landen een overeenkomst hadden ondertekend om het project te lanceren. Er is voorgesteld de brug te vernoemen naar de Saoedische monarch: de Koning Salman bin Abdoel Aziz-brug.